# Locust Abortion Technician
Locust Abortion Technician è il terzo album in studio del gruppo musicale statunitense Butthole Surfers, pubblicato nel 1987.
Il gruppo italiano Marlene Kuntz trae parte del proprio nome dal titolo del brano Kuntz qui contenuto, una storpiatura di "cunts" (vulve).

## Tracce
Side A
1. Sweat Loaf – 6:09
2. Graveyard – 2:27
3. Pittsburgh to Lebanon – 2:29
4. Weber – 0:35
5. HAY – 1:50
6. Human Cannonball – 3:51

Side B
1. U.S.S.A. – 2:14
2. The O-Men – 3:27
3. Kuntz – 2:24
4. Graveyard – 2:45
5. 22 Going on 23 – 4:23

## Formazione
- Gibby Haynes – voce
- Paul Leary – chitarra
- Jeff Pinkus – basso
- King Coffey – batteria
- Teresa Nervosa – batteria